# Extremadura (1902)
«Естремадура» - захищений крейсер Іспанського флоту. Його вартість у майже п'ять мільйонів песет була покрита підпискою з 1896 року Патріотичної ради Мексики, яку очолював Флоренсіо Нор'єга Нор'єга  серед іспанської колонії, яка оселилася у цій країні.

## Конструкція
Крейсер мав броньовану палубу зі сталі Сіменс-Мартін від 20 до 25 мм і перевозив запас у  432 т вугілля.

## Історія служби
Завдяки народній підписці іспанців, які проживали в ряді країн Латинської Америки, наприкінці 19 - початку 20 століття були побудовані крейсери «Ріо де ла Плата», «Естремадура», та торпедний канонерський човен «Нуеве Еспанья».
Спочатку запланована назва для нового корабля була «Колонья еспаньйола де Мексіко», пізніше «Колонья еспаньйола де Мексіко», потім імена мінялися як «Мексіко»,  «Патрія»,  «Пуєрто-Ріко». Втім побудований був корабель вже після остаточної втрати згаданої колонії. Після цього крейсер назвали на честь регіону, з якого походить велика кількість емігрантів і конкістадорів.
Він був спущений на воду на верфях Vea-Murguía в Кадісі, пройшов ходові випробування в лютому 1902 року і був доставлений флоту в серпні того ж року. Цей крейсер  допоміг частково заповнити прогалини, які залишила у флоті втрати іспано-американської війни.
У 1906 році крейсер був присутній на регатах у Кілі та Коузі, відвідавши під час відповідного походу Кронштадт, доставивши привітання від короля Альфонсо XIII імператору Російської імперії. Через три роки, у травні 1909 року, на цьому кораблі король відправився з офіційним візитом з Альхесіраса до Сеути.

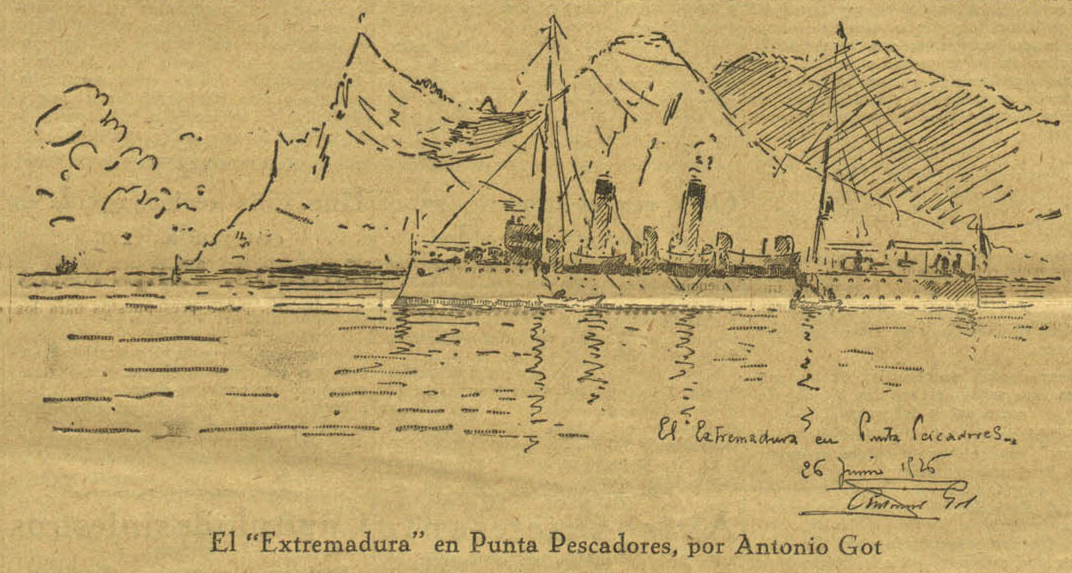
«Естремадура» в Пунта-Пескадорес у червні 1926 року на ілюстрації Антоніо Гота

Під час Рифської війни він виконував  місії з патрулювання на північноафриканському узбережжі, забезпечуючи блокаду узбережжя та захищаючи експедиційні колони своїми скорострільними гарматами Віккерса. Крейсер взяв участь у висадці Альхусемас у 1925 році.
Після військової служби зношений та застарілий крейсер був виключений зі складу флоту 31 серпня 1931 року, після чого був виставлений на продаж на металобрухт наступного року.